# Más que amor, frenesí
Más que amor, frenesí és una pel·lícula espanyola escrita i dirigida pel trio Alfonso Albacete, David Menkes i Miguel Bardem estrenada en 1996.

## Argument
Mónica, María i Yeye són tres amigues i companyes de pis que estan buscant una quarta persona per a llogar-li una habitació. Mónica treballa com a cambrera en un local d'ambient gai, anomenat Frenesí, però vol ser actriu. La romàntica María està secretament enamorada del seu veí Carlos i Yeye està trista perquè fa uns mesos ha estat abandonada pel seu xicot Max, que li acabava de confessar que treballava com a gigoló. En realitat Max ha fugit perquè la policia el persegueix per que sospiten que està implicat en la mort d'una dona.
Max torna a la ciutat el mateix dia que Alberto els presenta a les seves tres amigues l'home que acaba de conèixer i del qual s'ha enamorat, encara que després sofrirà una decepció en descobrir que està casat i amb un fill. Un policia segueix els passos de Max i wl vigila. Quan Max va al Frenesí a preguntar per Yeye, Mónica el sedueix i grava una cinta mentre fan l'amor, la qual cosa causarà un conflicte amb la seva amiga quan el vegi.
Les amigues donen una festa a la seva casa en la qual es presenta Max, seguit pel policia que és confós per María amb una cita a cegues que havia concertat contestant a un anunci d'un periòdic, la qual cosa permet al policia indagar més de prop sobre Max.
Finalment es descobreix que Max no és l'assassí de la dona, sinó que solament era una clienta que es va suïcidar en la seva presència desesperada per una relació tempestuosa amb un home que la dominava, que resulta ser Luis, el policia que seguia a Max a la recerca de venjança.
Una nit que organitzen una festa de disfresses en el Frenesí a la que havien acudit les tres amigues Luis es presenta, després que l'haguessin retirat del cas, i ataca María en els banys. María es defensa de la violació clavant-li una forquilla als testicles i fuig. Luis es desnuca quan intenta perseguir-la. Mónica en trobar el cos en un toll de sang decideix desfer-se'n tirant-lo al contenidor d'escombraries amb ajuda de tots. Després de la qual cosa les tres amigues es reconcilien. Max se'n va amb Yeye i María amb Carlos. Mónica torna a casa sola i allí és atacada per Luis que no havia mort com tots pensaven sinó que només havia estat inconscient. María li arrabassa la pistola mentre el distreu fent-li una fel·lació i el mata d'un tret.

## Repartiment
- Nancho Novo - Max
- Cayetana Guillén Cuervo - Mónica
- Íngrid Rubio - Yeye
- Beatriz Santiago - María
- Gustavo Salmerón - Alberto
- Javier Albalá - Alex el ligue d'Alberto
- Javier Manrique - Luis el policia
- Bibiana Fernández - Cristina la proxeneta de Max.
- Juan Diego Botto - Carlos el veí i amic de María
- Liberto Rabal - David amic de Yeye i Alberto
- Penélope Cruz - Laura ligue de Carlos

## Premis.
- Nominada al Goya a la millor direcció novell per als premis Goya 1996 (Alfonso Albacete,Miguel i Bardem, David Menkes).[2]